# Fédération américaine des échecs
La Fédération américaine des échecs (United States Chess Federation, en anglais, ou USCF) est chargée de gérer et de promouvoir la pratique des échecs aux États-Unis.
Elle participe à l'organisation du championnat d'échecs des États-Unis. Son président est Mike Hoffpauir.

## Organisation

### Fonctionnement
La Fédération américaine des échecs est administrée par un bureau élu pour trois ans. Celui-ci comprend un président, un vice-président et un secrétaire.
Son siège se trouve à Crossville, dans le Tennessee.

### Composition actuelle du bureau
- Président : Ruth Haring
- Vice-président : Gary Walters
- Secrétaire : Mike Rietman